# 바쿠 동물원
바쿠 동물원(아제르바이잔어: Bakı Zooloji Parkı)은 아제르바이잔 바쿠에 위치한 동물원이다. 1928년 개원하였으며, 아제르바이잔에서 가장 오래된 동물원이다. 문화관광부가 운영한다. 면적은 4.25 헥타르이다.